# Chihuahua (chó)
Chó Chihuahua là một trong những giống chó nuôi nhỏ nhất trên thế giới. Cái tên Chihuahua được đặt theo tên của bang Chihuahua ở México. Giống chó này rất thông minh.

## Tính cách

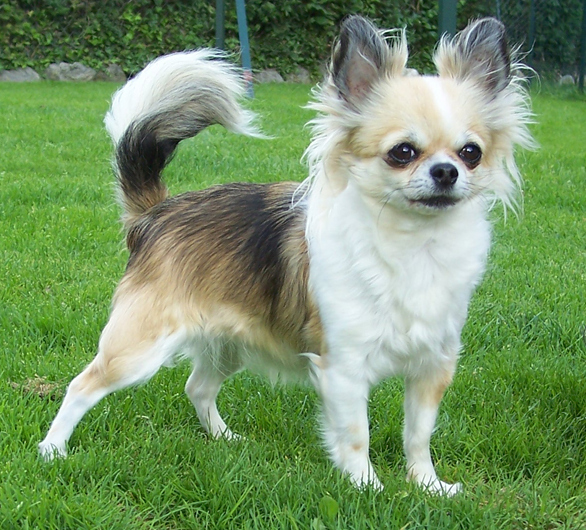
Một con chó Chihuahua lông dài, 3 tuổi